# La stella dei re
La stella dei re è un film per la televisione trasmesso in prima visione TV su Rai Uno il 7 gennaio 2007.

## Descrizione
La regia è di Fabio Jephcott, e gli attori protagonisti sono: Leo Gullotta nel ruolo di Melkhior, Luca Ward nel ruolo di Balthasar, Jan Cornet nel ruolo di Gasphar, Ariadna Cabrol nel ruolo di Yumah, Nicola Di Pinto nel ruolo di Erode, Mohamed Jasny nel ruolo di Nabù.
Il film TV è coprodotto da Rai Fiction, Immagine e Cinema di Edwige Fenech, e Institut del Cinema Català (ICC) - Televisió de Catalunya.